# Escut de Guatemala
L'escut de Guatemala és de forma circular i comprèn: 
- Una corona feta de dos rams de llorer entrellaçats, símbol de victòria i de pau.
- El quetzal resplendent, l'ocell nacional, que simbolitza la llibertat.
- Un pergamí amb la inscripció en espanyol: LIBERTAD / 15 DE SEPTIEMBRE DE 1821, és a dir, 'Llibertat / 15 de setembre de 1821' (data de la declaració d'independència de l'Amèrica Central respecte a Espanya).
- Dos rifles Remington amb baioneta passats en sautor, indicatius de la voluntat de Guatemala de defensar-se per la força de les armes, si molt calgués.
- Dues espases encreuades, en representació de l'honor.

Aquest emblema heràldic fou dissenyat per l'artista i gravador suís Jean-Baptiste Frener, que va viure a Guatemala des del 1854 fins a la seva mort, el 1897. Fou oficialitzat mitjançant el Decret Executiu núm. 33 el 18 de novembre de 1871. La llei especifica que l'escut descansa sobre un camper celeste, color que representa la idealitat.
L'escut també apareix al centre de la bandera estatal. El quetzal havia aparegut prèviament a la bandera de Los Altos (Amèrica Central) a la dècada del 1830.

## Escuts utilitzats anteriorment

Escut de les Províncies Unides de l'Amèrica Central (1823-1824)
Escut de la República Federal de l'Amèrica Central (1824-1839)
Escut de l'Estat de Guatemala dins la Federació (1825-1843)
Escut de l'Estat de Guatemala (1843-1851)
Escut de Guatemala (1851-1858)
Escut de Guatemala (1858-1871)